# ادوارد بابایان (سیاستمدار)
ادوارد ولادیمیری بابایان (ارمنی: Էդուարդ Վլադիմիրի Բաբայան؛ زادهٔ ۹ اوت ۱۹۷۲) یک سیاستمدار اهل ارمنستان است که از تاریخ ۲۰۱۹ تا تاریخ ۲۰۲۱ سمت نمایندگی دوره هفتم مجلس ملی جمهوری ارمنستان را برعهده داشت.

## زندگی‌نامه
در ۹ اوت ۱۹۷۲ به دنیا آمد و از انستیتو دولتی فرهنگ سلامت و ورزش پرورش اندام ارمنستان فارغ‌التحصیل شد. 